# حسین‌آباد (کشکوئیه)
حسین‌آباد (رفسنجان)، روستایی از توابع بخش کشکوئیه شهرستان رفسنجان در استان کرمان ایران است.

## جمعیت
این روستا در دهستان شریف‌آباد قرار دارد و براساس سرشماری مرکز آمار ایران در سال ۱۳۸۵، جمعیت آن ۱٬۳۷۰ نفر (۳۱۹خانوار) بوده‌است.